# Прибутковий будинок Тер-Абрамяна
Прибутковий будинок Тер-Абрамяна (рос. Доходный дом Тер-Абрамяна) — старовинний будинок в Ростові-на-Дону на вулиці Велика Садова. Будівля відноситься до Пам'яток історії та культури регіонального значення, які перебувають на обліку в Адміністрації Ростовської області на 1 січня 2009 року.
Адреса: м. Ростов-на-Дону, вул. В. Садова, 51.

## Історія

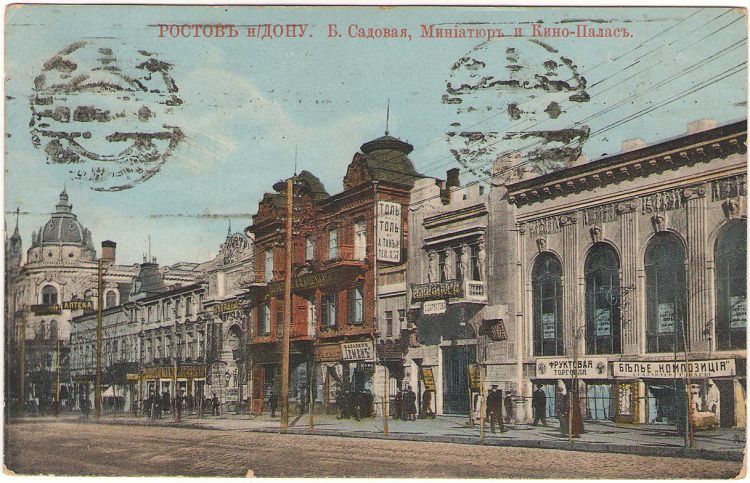
Прибутковий будинок Тер-Абрамяна (праворуч) на листівці дореволюційній

В останній чверті ХІХ століття ростовський підприємець Тер-Абрамян володів у місті кількома будинками, тримав книжковий магазин, займався видавничою діяльністю. До середини 1880-х років його друкарня і редакція розміщувалися в орендованих приміщеннях. Для розширення видавничої діяльності йому потрібен власний будинок з приміщеннями для друкарні і редакції.
До цього часу вулиця Велика Садова в місті Ростов-на-Дону стала головною вулицею міста. У 1886 році на ній, між провулками Семашко і Газетний побудований новий триповерховий цегляний будинок книговидавця Івана Абрамовича Тер-Абрамяна. Будинок Тер-Абрамяна був другим багатоповерховим будинком Великої Садової вулиці. Будинок мав два куполи і розташовувався поблизу п'ятиповерхового будинку, який був побудований за проектом московського архітектора, випускника Санкт-Петербурзької академії мистецтв А. Н. Померанцева (зараз перший поверх будівлі займає «Ростовэнерго»).
Побудований на кошти Тер-Абрамяна будинок має ошатний фасад. У його центрі зроблений парадний вхід, над входом — на другому і третьому поверхах влаштовані декоровані пілястрові портали. Верхній поверх завершувався вигнутим фронтоном. На фронтоні зазначена дата будівництва «1886». Фасад будівлі оформлено з застосуванням цегляного декору. «Витончений стиль» будівлі підкреслять вигнутими аттиками, центральним фронтоном пілястрового порталу, подвійними сандриками, картушами, пілястрами з фільонками, вазонами та іншими архітектурними деталями. Три балкони з вигнутими сітчастими огорожами та конусоподібними завершеннями куполів доповнювали вигляд будинку.
Прибутковий будинок побудований за проектом випускника Санкт-Петербурзького інституту цивільних інженерів Миколи Матвійовича Соколова, який 1886 року працював техніком при міській управі, а з 1887 року був головним архітектором міста. В побудованому будинку втілилася творча манера архітектора, що поєднує ошатний фасад з виразним силуетним завершенням будівлі.
Після закінчення будівництва приміщення в будинку здавалися в оренду. На першому поверсі були магазини і фотоательє «Фотографія Ісаковича». У 1910-ті роки тут було фотоательє Г. А. Шифріна і фотографа Б. П. Міщенка. Довгі роки в будинку працював канцелярський магазин І. Панченка. На другому і на третьому поверхах будівлі працювала школа крою та шиття Є. І. Ремізової та інші контори. В 1918 році в будівлі розміщувалася редакція газети «Вечірній час».
В будинку працювала і друкарня Тер-Абрамяана. В друкарні були приміщення на першому поверсі з окремим входом. Друкарня випускала книги, календарі, газети та ін. З моменту спорудження будинку в ньому працювала і редакція газети «Донська бджола».
Іван Абрамович Тер-Абрамян помер в 1899 році. Будівля і друкарня відійшли його синові Араму Івановичу, який продовжив і примножив справу батька. У 1910 році в друкарні на 6 друкованих машинах і 15 верстатах працювало близько 50 осіб. Друкарські машини були електричними. А. І. Тер-Абрамян помер у 1919 році, після його смерті друкарня закрилася.
У 1920-х роках будинок націоналізували. Будинок був заселений мешканцями по комунальних квартирах. На першому поверсі як і раніше працювали магазини.
У роки Другої світової війни постраждали куполи будівлі, але будівля вистояла. Після війни будинок відновили, але вже без куполів, побілили фасад. В даний час будівля заселена, на першому поверсі розташований магазин одягу Ель Марші.